# Mauries
Mauries ist eine französische Gemeinde mit 85 Einwohnern (Stand 1. Januar 2022) im Département Landes in der Region Nouvelle-Aquitaine (vor 2016: Aquitanien). Sie gehört zum Arrondissement Mont-de-Marsan und zum Kanton Chalosse Tursan.
Die Einwohner werden Mauricois und Mauricoises genannt.

## Geographie
Mauries liegt ca. 35 Kilometer südöstlich von Mont-de-Marsan in der Landschaft Chalosse und im Weinbaugebiet Tursan der historischen Provinz Gascogne am südlichen Rand des Départements.
Umgeben wird Mauries von den Nachbargemeinden:
| Geaune | Sorbets                                     |  |
| Clèdes | Kompassrose, die auf Nachbargemeinden zeigt |  |
|        | Miramont-Sensacq                            |  |

Mauries liegt im Einzugsgebiet des Flusses Adour.
Der Bahus, ein Nebenfluss des Adour, und der Bas, ein Nebenfluss des Gabas, durchqueren das Gebiet der Gemeinde.

## Geschichte

### Einwohnerentwicklung
Nach Beginn der Aufzeichnungen stieg die Einwohnerzahl bis zur Mitte des 19. Jahrhunderts auf einen ersten Höchststand von 315 und 20 Jahre später auf einen weiteren Höchststand von rund 315. In der Folgezeit sank die Größe der Gemeinde bei kurzen Erholungsphasen bis zu den 1990er Jahren auf rund 60 Einwohner, bevor eine moderate Wachstumsphase einsetzte, die bis heute andauert.
| Jahr      | 1962 | 1968 | 1975 | 1982 | 1990 | 1999 | 2006 | 2010 | 2022 |
| --------- | ---- | ---- | ---- | ---- | ---- | ---- | ---- | ---- | ---- |
| Einwohner | 91   | 77   | 62   | 61   | 58   | 63   | 62   | 82   | 85   |

## Sehenswürdigkeiten

### PfarrkircheSaint-Laurent
Die heutige Kirche ist ein Neubau aus dem Jahre 1910 als Ersatz für die frühere romanische Pfarrkirche, die sich an einer ca. ein Kilometer entfernten Stelle befand. Baumaterialien und die aus dem 13. Jahrhundert stammenden Eingänge wurden hierbei wiederverwendet. Das einschiffige Langhaus wird durch einen halbrunden Chor verlängert, der an seiner Südseite von einer Sakristei flankiert wird. Ein Glockengiebel wird von zwei Rundbögen für die Glocken unterbrochen. Der Eingang im romanischen Stil ist mit einem Rundbogen ausgearbeitet. Die Fenster des Langhauses sind ebenfalls in Rundbogenform und alternieren außen mit den Strebepfeilern.

## Wirtschaft und Infrastruktur
Mauries liegt in der Zone AOC des Weinbaugebiets Tursan.

### Sport und Freizeit
Ein Rundweg mit einer Länge von 11,3 km führt vom Zentrum von Mauries durch das Gebiet der Gemeinde u. a. durch das Tal des Bahus und den Wald von Maumesson.

### Verkehr
Mauries ist erreichbar über die Routes départementales 11, 111, 202, 440 und 457.